# Nhà sàn thời tiền sử xung quanh dãy núi Anpơ
Nhà cọc thời tiền sử là một loạt các khu định cư (hoặc nhà sàn) thời tiền sử nằm ở trong và xung quanh dãy núi Anpơ được xây dựng từ khoảng 5000 đến 500 TCN bên cạnh các hồ, sông hoặc đầm lầy. Đã có 111 địa điểm khảo cổ, trong đó 56 tại Thụy Sĩ, 19 tại Ý, 18 tại Đức, 11 tại Pháp, 5 tại Áo và 2 tại Slovenia được thêm vào danh sách Di sản thế giới của UNESCO vào năm 2011. Ở Slovenia, đây là di sản văn hóa đầu tiên được UNESCO công nhận.
Các cuộc khai quật chỉ được tiến hành ở một số địa điểm, đã mang lại bằng chứng cung cấp cái nhìn sâu sắc về cuộc sống trong thời tiền sử, thời kỳ đồ đá mới và đồ đồng ở vùng núi cao châu Âu, và cách cộng đồng tương tác với môi trường của họ. Như đã đề cử, các khu định cư là một nhóm duy nhất của các địa điểm khảo cổ giàu văn hóa đặc biệt được bảo tồn tốt, tạo thành một trong những nguồn quan trọng nhất cho việc nghiên cứu xã hội nông nghiệp sớm trong khu vực.
Trái ngược với niềm tin phổ biến, các ngôi nhà không được dựng lên trên mặt nước, mà chỉ là trên các đầm lầy. Chúng được xây dựng trên cọc gỗ để chống lũ lụt thường xuyên xảy ra. Bởi vì các hồ phát triển về kích thước theo thời gian, nhiều cọc gỗ ban đầu hiện đang dưới nước, nên các nhà quan sát hiện đại sai lầm rằng chúng dựng trên mặt nước.

## Danh sách
Danh sách cụ thể Nhà sàn thời tiền sử xung quanh dãy núi Anpơ:
| Quốc gia | Số ID | Tên                                          | Vị trí                                      | Tọa độ                                                | Kích thước (Ha) | Vùng đệm (Ha) | Thời gian sử dụng xấp xỉ (BC)             |
| -------- | ----- | -------------------------------------------- | ------------------------------------------- | ----------------------------------------------------- | --------------- | ------------- | ----------------------------------------- |
| Thụy Sĩ  | 1     | Ägelmoos                                     | Beinwil am See                              | 47°16′43,047″B 8°12′27,439″Đ / 47,26667°B 8,2°Đ       | 0.96            | 10.5          | 2000-1000                                 |
| Thụy Sĩ  | 2     | Riesi                                        | Seengen                                     | 47°19′6,532″B 8°12′14,288″Đ / 47,31667°B 8,2°Đ        | 3.8             | 16.5          | 1500-500                                  |
| Thụy Sĩ  | 3     | Vingelz / Hafen                              | Biel/Bienne                                 | 47°7′55,585″B 7°13′24,298″Đ / 47,11667°B 7,21667°Đ    | 0.6             | 18.4          | 3000-2500                                 |
| Thụy Sĩ  | 4     | Dorfstation                                  | Lüscherz                                    | 47°2′55,464″B 7°9′0,22″Đ / 47,03333°B 7,15°Đ          | 3.4             | 75.1          | 4000-3500, 3000-2500, 1000-500            |
| Thụy Sĩ  | 5     | Lobsigensee                                  | Seedorf                                     | 47°1′58,487″B 7°17′59,989″Đ / 47,01667°B 7,28333°Đ    | 1.1             | 27.6          | 3500-3000                                 |
| Thụy Sĩ  | 6     | Rütte                                        | Sutz-Lattrigen                              | 47°6′18,364″B 7°12′46,775″Đ / 47,1°B 7,2°Đ            | 2.8             | 49.6          | 3000-2500                                 |
| Thụy Sĩ  | 7     | Bahnhof                                      | Twann                                       | 47°5′43,915″B 7°9′27,738″Đ / 47,08333°B 7,15°Đ        | 2.5             | 18.5          | 4000-3000                                 |
| Thụy Sĩ  | 8     | Strandboden                                  | Vinelz                                      | 47°2′21,059″B 7°6′33,556″Đ / 47,03333°B 7,1°Đ         | 2.3             | 28.7          | 4000-2500                                 |
| Thụy Sĩ  | 9     | Les Grèves                                   | Gletterens                                  | 46°54′19,098″B 6°55′46,369″Đ / 46,9°B 6,91667°Đ       | 2.62            | 2.4           | 3500-3000                                 |
| Thụy Sĩ  | 10    | Spitz                                        | Greng                                       | 46°55′21,014″B 7°5′25,933″Đ / 46,91667°B 7,08333°Đ    | 7.69            | 7.3           | 4000-3500, 3000-2500, 1500-500            |
| Thụy Sĩ  | 11    | Mộtier I                                     | Haut-Vully                                  | 46°57′0,889″B 7°5′19,874″Đ / 46,95°B 7,08333°Đ        | 1.42            | 1.3           | Neolithic                                 |
| Thụy Sĩ  | 12    | Segelboothafen                               | Murten                                      | 46°55′47,323″B 7°6′48,28″Đ / 46,91667°B 7,1°Đ         | 2.83            | 4.7           | 3000-2500                                 |
| Thụy Sĩ  | 13    | En Praz des Gueux                            | Noréaz                                      | 46°47′39,2″B 7°2′12,7″Đ / 46,78333°B 7,03333°Đ        | 0.08            | 2.02          | 4000-3500                                 |
| Thụy Sĩ  | 14    | Bellerive I                                  | Collonge-Bellerive                          | 46°15′12,03″B 6°11′25,6″Đ / 46,25°B 6,18333°Đ         | 2.4             | 8.87          | 1000-500                                  |
| Thụy Sĩ  | 15    | Port                                         | Corsier                                     | 46°16′5,61″B 6°12′37,7″Đ / 46,26667°B 6,2°Đ           | 1.94            | 10.9          | 4000-3500, 3000-2500, 2000-1500, 1000-500 |
| Thụy Sĩ  | 16    | Bourg                                        | Versoix                                     | 46°16′52,29″B 6°10′14,63″Đ / 46,26667°B 6,16667°Đ     | 3.03            | 15.93         | 1500-500                                  |
| Thụy Sĩ  | 17    | Egolzwil 3                                   | Egolzwil                                    | 47°10′56,55″B 8°0′59,36″Đ / 47,16667°B 8°Đ            | 0.65            | 56.82         | 5000-4000                                 |
| Thụy Sĩ  | 18    | Seematte                                     | Hitzkirch                                   | 47°12′58,48″B 8°15′15,2″Đ / 47,2°B 8,25°Đ             | 2.81            | 24.55         | 4000-2500                                 |
| Thụy Sĩ  | 19    | Halbinsel                                    | Sursee                                      | 47°10′13,13″B 8°7′28,27″Đ / 47,16667°B 8,11667°Đ      | 3.55            | 67.78         | 4000-3500, 2500-500                       |
| Thụy Sĩ  | 20    | Port-Conty                                   | Saint-Aubin-Sauges                          | 46°53′25,42″B 6°46′14,73″Đ / 46,88333°B 6,76667°Đ     | 1.04            | 7.03          | 4000-2000                                 |
| Thụy Sĩ  | 21    | Les Argilliez                                | Gorgier                                     | 46°54′11,8″B 6°47′23,61″Đ / 46,9°B 6,78333°Đ          | 1.32            | 1.2           | 4000-3500                                 |
| Thụy Sĩ  | 22    | L’Abbaye 2                                   | Bevaix                                      | 46°55′34,54″B 6°49′50,56″Đ / 46,91667°B 6,81667°Đ     | 1.04            | 5.01          | 1040-986                                  |
| Thụy Sĩ  | 23    | La Saunerie                                  | Auvernier                                   | 46°58′14,3″B 6°52′17,78″Đ / 46,96667°B 6,86667°Đ      | 1.51            | 1.63          | 4000-3500, 3000-2000                      |
| Thụy Sĩ  | 24    | Les Graviers                                 | Auvernier                                   | 46°58′22,45″B 6°52′29,99″Đ / 46,96667°B 6,86667°Đ     | 0.57            | 2.13          | 3500-2500, 2000-1500, 1000-500            |
| Thụy Sĩ  | 25    | Kehrsiten                                    | Stansstad                                   | 47°0′7,92″B 8°21′58,65″Đ / 47°B 8,35°Đ                | 1.26            | 5.14          | 4000-3000                                 |
| Thụy Sĩ  | 26    | Weier I - III                                | Thayngen                                    | 47°44′10,11″B 8°42′16,02″Đ / 47,73333°B 8,7°Đ         | 0.48            | 3.44          | 4000-3500                                 |
| Thụy Sĩ  | 27    | Hurden Rosshorn                              | Freienbach                                  | 47°13′10,38″B 8°48′24,6″Đ / 47,21667°B 8,8°Đ          | 4.32            | 20.1          | 3500-3000, 2000-500                       |
| Thụy Sĩ  | 28    | Hurden Seefeld                               | Freienbach                                  | 47°12′43,05″B 8°48′8,22″Đ / 47,2°B 8,8°Đ              | 2.4             | 16.12         | 3500-2500                                 |
| Thụy Sĩ  | 29    | Burgäschisee Ost                             | Aeschi                                      | 47°10′7,33″B 7°40′20,48″Đ / 47,16667°B 7,66667°Đ      | 0.3             | 90.69         | 4000-3500, 3000-2500                      |
| Thụy Sĩ  | 30    | Inkwilersee Insel                            | Bolken/Inkwil                               | 47°11′55,23″B 7°39′45,79″Đ / 47,18333°B 7,65°Đ        | 0.1             | 45.71         | 4000-3500, 3000-2500, 1000-500            |
| Thụy Sĩ  | 31    | Feldbach                                     | Rapperswil-Jona/Hombrechtikon               | 47°14′19,66″B 8°47′45,96″Đ / 47,23333°B 8,78333°Đ     | 7.5             | 15.5          | 4000-1000                                 |
| Thụy Sĩ  | 32    | Technikum                                    | Rapperswil-Jona                             | 47°13′14,21″B 8°48′56,55″Đ / 47,21667°B 8,8°Đ         | 0.92            | 49.1          | 2000-1500                                 |
| Thụy Sĩ  | 33    | Bleiche 2-3                                  | Arbon                                       | 47°30′13,72″B 9°25′39,93″Đ / 47,5°B 9,41667°Đ         | 2.37            | 5.84          | 3500-3000, 2000-1500                      |
| Thụy Sĩ  | 34    | Insel Werd                                   | Eschenz                                     | 47°39′18,87″B 8°52′1,19″Đ / 47,65°B 8,86667°Đ         | 2.8             | 44.08         | 4000-2500, 1500-500                       |
| Thụy Sĩ  | 35    | Egelsee                                      | Gachnang-Niederwil                          | 47°33′30,45″B 8°51′46,8″Đ / 47,55°B 8,85°Đ            | 2.97            | 5.94          | 4000-3500                                 |
| Thụy Sĩ  | 36    | Nussbaumersee                                | Hüttwilen                                   | 47°36′53,3″B 8°48′55,05″Đ / 47,6°B 8,8°Đ              | 3.66            | 16.86         | 5000-2500, 1000-500                       |
| Thụy Sĩ  | 37    | Pointe de Montbec I                          | Chabrey                                     | 46°56′2,97″B 6°58′13,73″Đ / 46,93333°B 6,96667°Đ      | 1.78            | 8.04          | 1500-500                                  |
| Thụy Sĩ  | 38    | La Bessime                                   | Chevroux                                    | 46°53′14,48″B 6°53′35,57″Đ / 46,88333°B 6,88333°Đ     | 1.07            | 22.1          | 4000-3500, 1000-500                       |
| Thụy Sĩ  | 39    | Village                                      | Chevroux                                    | 46°53′33,4″B 6°54′5,37″Đ / 46,88333°B 6,9°Đ           | 1.54            | 38.4          | 3500-2000                                 |
| Thụy Sĩ  | 40    | Stations de Concise                          | Corcelles-près-Concise                      | 46°50′47,16″B 6°42′57,51″Đ / 46,83333°B 6,7°Đ         | 6.5             | 11.5          | 4000-2500                                 |
| Thụy Sĩ  | 41    | Corcelettes Les Violes                       | Grandson                                    | 46°49′4,99″B 6°40′5,27″Đ / 46,81667°B 6,66667°Đ       | 2.59            | 17.4          | 1500-500                                  |
| Thụy Sĩ  | 42    | Les Roseaux                                  | Morges                                      | 46°30′54,16″B 6°30′30,17″Đ / 46,5°B 6,5°Đ             | 0.86            | 8.1           | 2000-1000                                 |
| Thụy Sĩ  | 43    | Stations de Morges                           | Morges                                      | 46°30′36,34″B 6°30′10,3″Đ / 46,5°B 6,5°Đ              | 2.12            | 7.91          | 2000-1000                                 |
| Thụy Sĩ  | 44    | Chenevières de Guévaux I                     | Mur, now Vully-les-Lacs                     | 46°56′5,88″B 7°3′17,69″Đ / 46,93333°B 7,05°Đ          | 1.04            | 9.73          | 2000-1500                                 |
| Thụy Sĩ  | 45    | Baie de Clendy                               | Yverdon-les-Bains                           | 46°46′48,62″B 6°39′12,77″Đ / 46,76667°B 6,65°Đ        | 1.87            | 38.7          | 4000-1500                                 |
| Thụy Sĩ  | 46    | Le Marais                                    | Yvonand                                     | 46°47′57,64″B 6°45′11,82″Đ / 46,78333°B 6,75°Đ        | 1.95            | 16.8          | 3500-2500, 1000-500                       |
| Thụy Sĩ  | 47    | Oterswil / Insel Eielen                      | Zug                                         | 47°7′36,26″B 8°29′50,46″Đ / 47,11667°B 8,48333°Đ      | 0.45            | 10.82         | 3000-2000                                 |
| Thụy Sĩ  | 48    | Riedmatt                                     | Zug                                         | 47°10′56,95″B 8°29′28,12″Đ / 47,16667°B 8,48333°Đ     | 0.28            | 2.61          | 3500-2500, 1500-1000                      |
| Thụy Sĩ  | 49    | Sumpf                                        | Zug                                         | 47°10′57,99″B 8°28′41,78″Đ / 47,16667°B 8,46667°Đ     | 1.55            | 7.5           | 1500-500                                  |
| Thụy Sĩ  | 50    | Winkel                                       | Erlenbach                                   | 47°17′49,91″B 8°35′46,31″Đ / 47,28333°B 8,58333°Đ     | 3.01            | 6.6           | 4000-1500, 1000-500                       |
| Thụy Sĩ  | 51    | Storen-Wildsberg                             | Greifensee                                  | 47°21′37,8″B 8°40′51,51″Đ / 47,35°B 8,66667°Đ         | 9.59            | 11.7          | 4000-2500                                 |
| Thụy Sĩ  | 52    | Rorenhaab                                    | Meilen                                      | 47°15′50,14″B 8°39′36,82″Đ / 47,25°B 8,65°Đ           | 0.7             | 4.8           | 4000-2500, 2000-1500, 1000-500            |
| Thụy Sĩ  | 53    | Vorder Au                                    | Wädenswil                                   | 47°14′48,88″B 8°39′11,64″Đ / 47,23333°B 8,65°Đ        | 1.49            | 22.5          | 3500-1500                                 |
| Thụy Sĩ  | 54    | Robenhausen                                  | Wetzikon                                    | 47°20′9,05″B 8°47′8,16″Đ / 47,33333°B 8,78333°Đ       | 0.92            | 155           | 4000-2500, 2000-1500, 1000-500            |
| Thụy Sĩ  | 55    | Enge Alpenquai                               | Zurich                                      | 47°21′52,06″B 8°32′19,47″Đ / 47,35°B 8,53333°Đ        | 2.93            | 17.4          | 1500-500                                  |
| Thụy Sĩ  | 56    | Grosse Stadt Kleiner Hafner                  | Zurich                                      | 47°21′58,19″B 8°32′38,66″Đ / 47,35°B 8,53333°Đ        | 0.64            | 16.56         | 5000-1500, 1000-500                       |
| Áo       | 57    | Keutschacher See                             | Keutschach                                  | 46°35′13,27″B 14°9′34,06″Đ / 46,58333°B 14,15°Đ       | 0.21            | 132.5         |                                           |
| Áo       | 58    | Abtsdorf I                                   | Attersee                                    | 47°53′40,96″B 13°32′1,07″Đ / 47,88333°B 13,53333°Đ    | 1.1             | 91.43         |                                           |
| Áo       | 59    | Abtsdorf III                                 | Attersee                                    | 47°53′35,56″B 13°31′59,34″Đ / 47,88333°B 13,51667°Đ   | 0.22            | 91.43         |                                           |
| Áo       | 60    | Litzlberg Süd                                | Seewalchen am Attersee                      | 47°56′3,66″B 13°33′16,99″Đ / 47,93333°B 13,55°Đ       | 0.76            | 65.26         |                                           |
| Áo       | 61    | See                                          | Mondsee                                     | 47°48′13,97″B 13°26′57,41″Đ / 47,8°B 13,43333°Đ       | 1.22            | 0.97          |                                           |
| Pháp     | 62    | Le Grand Lac de Clairvaux                    | Clairvaux-les-Lacs                          | 46°34′16,28″B 5°44′58,884″Đ / 46,56667°B 5,73333°Đ    | 15.2            | 103.05        |                                           |
| Pháp     | 63    | Lac de Chalain, rive occidentale             | Marigny, Doucier, Fontenu                   | 46°40′19,726″B 5°46′34,835″Đ / 46,66667°B 5,76667°Đ   | 50.65           | 96.83         |                                           |
| Pháp     | 64    | Lac d’Aiguebelette, zone sud                 | Aiguebelette-le-Lac, Saint-Alban-de-Montbel | 45°32′36,02″B 5°48′16,852″Đ / 45,53333°B 5,8°Đ        | 0.64            | 42.87         |                                           |
| Pháp     | 65    | Baie de Grésine                              | Brison-Saint-Innocent                       | 45°44′11,857″B 5°53′8,434″Đ / 45,73333°B 5,88333°Đ    | 4.09            | 31.5          |                                           |
| Pháp     | 66    | Baie de Châtillon                            | Chindrieux                                  | 45°47′51,878″B 5°51′3,366″Đ / 45,78333°B 5,85°Đ       | 0.91            | 7.6           |                                           |
| Pháp     | 67    | Hautecombe                                   | Saint-Pierre-de-Curtille                    | 45°44′59,23″B 5°50′27,071″Đ / 45,73333°B 5,83333°Đ    | 2.03            | 5.7           |                                           |
| Pháp     | 68    | Littoral de Tresserve                        | Tresserve                                   | 45°41′2,681″B 5°53′34,152″Đ / 45,68333°B 5,88333°Đ    | 2.12            | 72.4          |                                           |
| Pháp     | 69    | Littoral de Chens-sur-Léman                  | Chens-sur-Léman                             | 46°19′16,068″B 6°15′21,416″Đ / 46,31667°B 6,25°Đ      | 0.93            | 92.6          |                                           |
| Pháp     | 70    | Les Marais de Saint-Jorioz                   | Saint-Jorioz                                | 45°50′6,749″B 6°10′58,289″Đ / 45,83333°B 6,16667°Đ    | 0.49            | 4.3           |                                           |
| Pháp     | 71    | Le Crêt de Chatillon                         | Sévrier                                     | 45°51′37,4″B 6°9′19,796″Đ / 45,85°B 6,15°Đ            | 1.07            | 8.2           |                                           |
| Pháp     | 72    | Secteur des Mongets                          | Sévrier, Saint-Jorioz                       | 45°51′11,714″B 6°9′4,644″Đ / 45,85°B 6,15°Đ           | 0.13            | 63.2          |                                           |
| Đức      | 73    | Wangen-Hinterhorn                            | Öhningen                                    | 47°39′39,416″B 8°56′20,018″Đ / 47,65°B 8,93333°Đ      | 2.56            | 3.2           |                                           |
| Đức      | 74    | Hornstaad-Hörnle                             | Gaienhofen                                  | 47°41′40,229″B 9°0′21,301″Đ / 47,68333°B 9°Đ          | 13.11           | 72.4          |                                           |
| Đức      | 75    | Allensbach-Strandbad                         | Allensbach                                  | 47°42′35,132″B 9°4′47,327″Đ / 47,7°B 9,06667°Đ        | 2.65            | 6.6           |                                           |
| Đức      | 76    | Wollmatingen-Langenrain                      | Konstanz                                    | 47°40′29,582″B 9°7′13,318″Đ / 47,66667°B 9,11667°Đ    | 1.55            | 83.7          |                                           |
| Đức      | 77    | Konstanz-Hinterhausen                        | Konstanz                                    | 47°39′54,788″B 9°11′38,645″Đ / 47,65°B 9,18333°Đ      | 4.15            | 4.12          |                                           |
| Đức      | 78    | Litzelstetten-Krähenhorn 32                  | Konstanz                                    | 47°43′28,823″B 9°10′44,234″Đ / 47,71667°B 9,16667°Đ   | 7.51            | 47.92         |                                           |
| Đức      | 79    | Bodman-Schachen / Löchle                     | Bodman-Ludwigshafen                         | 47°48′52,11″B 9°2′23,111″Đ / 47,8°B 9,03333°Đ         | 5.34            | 14.1          |                                           |
| Đức      | 80    | Sipplingen-Osthafen                          | Sipplingen                                  | 47°47′35,304″B 9°6′7,29″Đ / 47,78333°B 9,1°Đ          | 4.61            | 6.23          |                                           |
| Đức      | 81    | Unteruhldingen-Stollenwiesen                 | Uhldingen-Mühlhofen                         | 47°43′15,258″B 9°13′42,179″Đ / 47,71667°B 9,21667°Đ   | 4.22            | 4.52          |                                           |
| Đức      | 82    | Ödenahlen                                    | Alleshausen                                 | 48°7′9,163″B 9°38′27,535″Đ / 48,11667°B 9,63333°Đ     | 0.97            | 58.02         |                                           |
| Đức      | 83    | Grundwiesen                                  | Alleshausen                                 | 48°6′30,744″B 9°37′35,746″Đ / 48,1°B 9,61667°Đ        | 0.54            | 3.42          |                                           |
| Đức      | 84    | Siedlung Forschner                           | Bad Buchau                                  | 48°3′17,492″B 9°38′25,915″Đ / 48,05°B 9,63333°Đ       | 3.54            | 285.14        |                                           |
| Đức      | 85    | Olzreute-Enzisholz                           | Bad Schussenried                            | 47°59′54,859″B 9°41′19,262″Đ / 47,98333°B 9,68333°Đ   | 1.82            | 20.62         |                                           |
| Đức      | 86    | Schreckensee                                 | Wolpertswende                               | 47°53′18,56″B 9°34′7,766″Đ / 47,88333°B 9,56667°Đ     | 1.06            | 7.05          |                                           |
| Đức      | 87    | Ehrenstein                                   | Blaustein                                   | 48°24′38,707″B 9°55′23,678″Đ / 48,4°B 9,91667°Đ       | 1.33            | 2.42          |                                           |
| Đức      | 88    | Pestenacker                                  | Weil                                        | 48°8′48,044″B 10°56′52,285″Đ / 48,13333°B 10,93333°Đ  | 0.57            | 3.66          |                                           |
| Đức      | 89    | Unfriedshausen                               | Geltendorf                                  | 48°8′32,359″B 10°57′4,277″Đ / 48,13333°B 10,95°Đ      | 0.79            | 7.69          |                                           |
| Đức      | 90    | Rose Island                                  | Feldafing                                   | 47°56′29,522″B 11°18′33,52″Đ / 47,93333°B 11,3°Đ      | 15.16           | 34.3          |                                           |
| Italia   | 91    | Palù di Livenza – Santissima                 | Polcenigo                                   | 46°1′18,268″B 12°28′52,129″Đ / 46,01667°B 12,46667°Đ  | 13.48           | 86.72         |                                           |
| Italia   | 92    | Lavagnone                                    | Desenzano del Garda                         | 45°26′11,094″B 10°32′14,683″Đ / 45,43333°B 10,53333°Đ | 6.04            | 14.45         |                                           |
| Italia   | 93    | San Sivino, Gabbiano                         | Manerba del Garda                           | 45°32′7,944″B 10°33′27,94″Đ / 45,53333°B 10,55°Đ      | 1.85            | 3.46          |                                           |
| Italia   | 94    | Lugana Vecchia                               | Sirmione                                    | 45°27′30,121″B 10°38′36,798″Đ / 45,45°B 10,63333°Đ    | 2.59            | 11.16         |                                           |
| Italia   | 95    | Lucone                                       | Polpenazze del Garda                        | 45°33′3,326″B 10°29′17,189″Đ / 45,55°B 10,48333°Đ     | 7.66            | 68.2          |                                           |
| Italia   | 96    | Lagazzi del Vho                              | Piadena                                     | 45°6′27,544″B 10°23′34,714″Đ / 45,1°B 10,38333°Đ      | 2.77            | 18.46         |                                           |
| Italia   | 97    | Bande - Corte Carpani                        | Cavriana                                    | 45°22′16,878″B 10°35′9,611″Đ / 45,36667°B 10,58333°Đ  | 7.33            | 36.4          |                                           |
| Italia   | 98    | Castellaro Lagusello - Fondo Tacoli          | Monzambano                                  | 45°22′9,343″B 10°38′3,131″Đ / 45,36667°B 10,63333°Đ   | 1.23            | 59.04         |                                           |
| Italia   | 99    | Isolino Virginia-Camilla-Isola di San Biagio | Biandronno                                  | 45°48′43,25″B 8°43′5,02″Đ / 45,8°B 8,71667°Đ          | 3.79            | 25.07         |                                           |
| Italia   | 100   | Bodio centrale o delle Monete                | Bodio Lomnago                               | 45°47′47,152″B 8°45′20,192″Đ / 45,78333°B 8,75°Đ      | 1.67            | 28.55         |                                           |
| Italia   | 101   | Il Sabbione o settentrionale                 | Cadrezzate                                  | 45°47′58,625″B 8°38′55,644″Đ / 45,78333°B 8,63333°Đ   | 1.18            | 9.61          |                                           |
| Italia   | 102   | VI.1-Emissario                               | Viverone, Azeglio                           | 45°25′5,743″B 8°1′22,44″Đ / 45,41667°B 8,01667°Đ      | 5.86            | 852.77        |                                           |
| Italia   | 103   | Mercurago                                    | Arona                                       | 45°44′1,709″B 8°33′7,6″Đ / 45,73333°B 8,55°Đ          | 5.16            | 270.06        |                                           |
| Italia   | 104   | Molina di Ledro                              | Ledro                                       | 45°52′26,857″B 10°45′54,047″Đ / 45,86667°B 10,75°Đ    | 0.78            | 2.31          |                                           |
| Italia   | 105   | Fiavé-Lago Carera                            | Fiavè                                       | 45°59′24,346″B 10°49′51,55″Đ / 45,98333°B 10,81667°Đ  | 10.7            | 73.92         |                                           |
| Italia   | 106   | Belvedere                                    | Peschiera del Garda                         | 45°27′22,705″B 10°39′30,312″Đ / 45,45°B 10,65°Đ       | 2.52            | 12.46         |                                           |
| Italia   | 107   | Frassino                                     | Peschiera del Garda                         | 45°26′5,168″B 10°39′47,509″Đ / 45,43333°B 10,65°Đ     | 1.48            | 31.19         |                                           |
| Italia   | 108   | Tombola                                      | Cerea                                       | 45°10′46,348″B 11°12′40,5″Đ / 45,16667°B 11,2°Đ       | 1.51            | 123.76        |                                           |
| Italia   | 109   | Laghetto della Costa                         | Arquà Petrarca                              | 45°16′10,844″B 11°44′32,683″Đ / 45,26667°B 11,73333°Đ | 1.56            | 6.52          |                                           |
| Slovenia | 110   | Kolišča na Igu, severna skupina              | Ig                                          | 45°58′32,318″B 14°31′46,193″Đ / 45,96667°B 14,51667°Đ | 19.2            | 516.65        |                                           |
| Slovenia | 111   | Kolišča na Igu, južna skupina                | Ig                                          | 45°58′14,221″B 14°32′29,843″Đ / 45,96667°B 14,53333°Đ | 26.1            | 516.55        |                                           |

## Hình ảnh

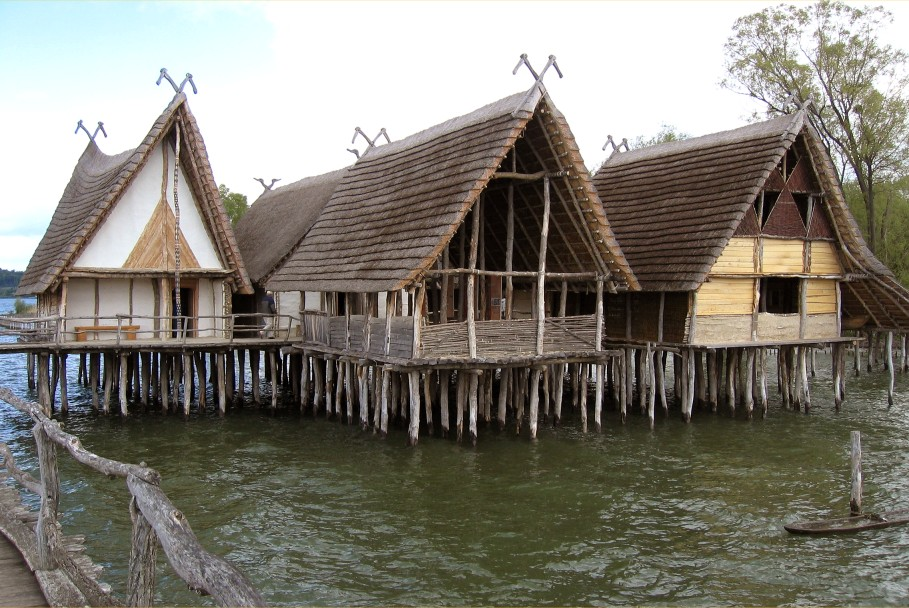
Tái thiết nhà cọc thời tiền sử tại Unteruhldingen
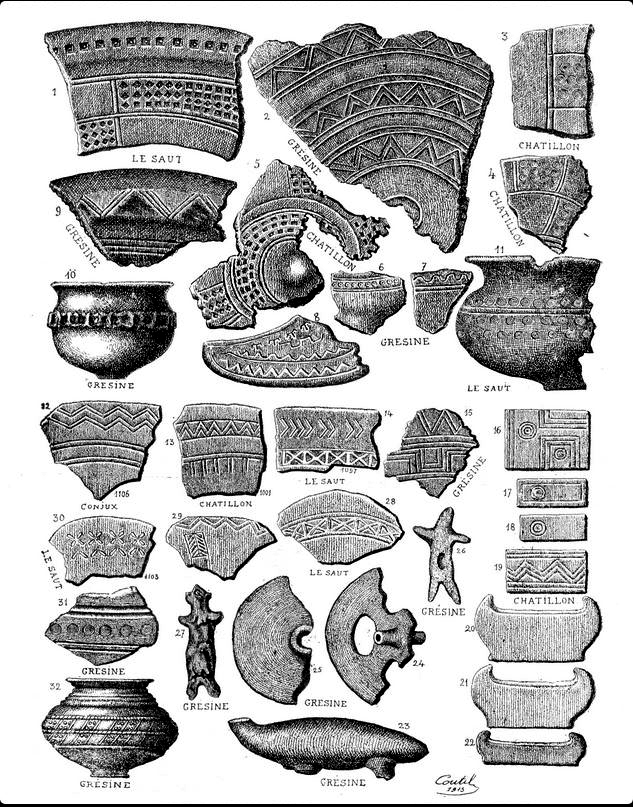
Các mẫu gốm tại nhà cọc thời tiền sử ở hồ Bourget, Savoy, 1915
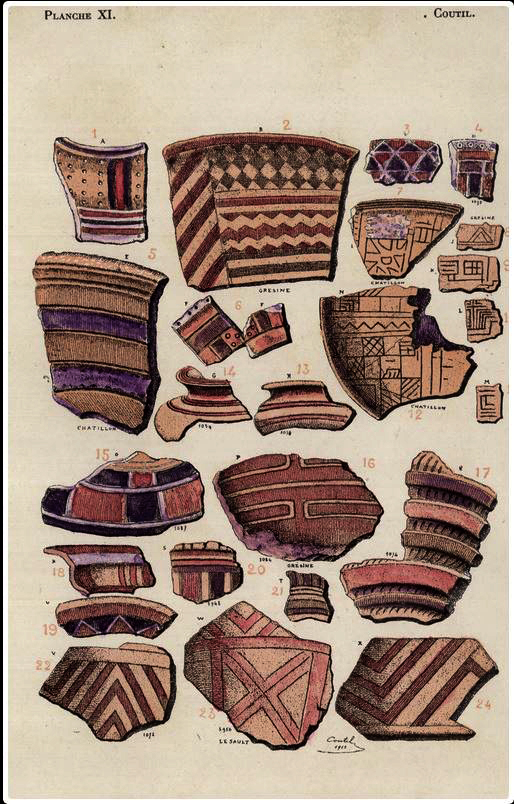
Các mẫu gốm tại nhà cọc thời tiền sử ở hồ Bourget, Savoy, 1915
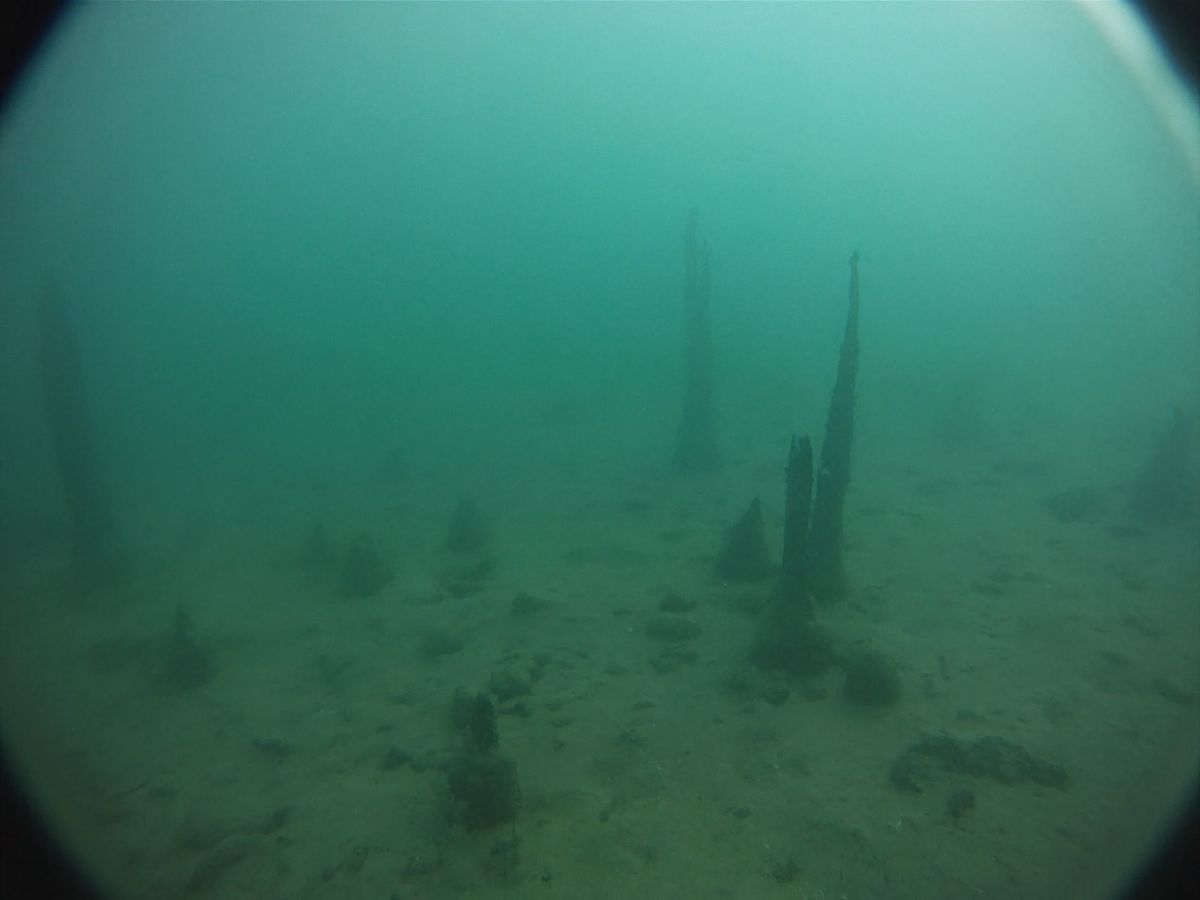
Phần còn lại của một cọc dưới nước, nhà ga Morges, Thụy Sĩ, 2011
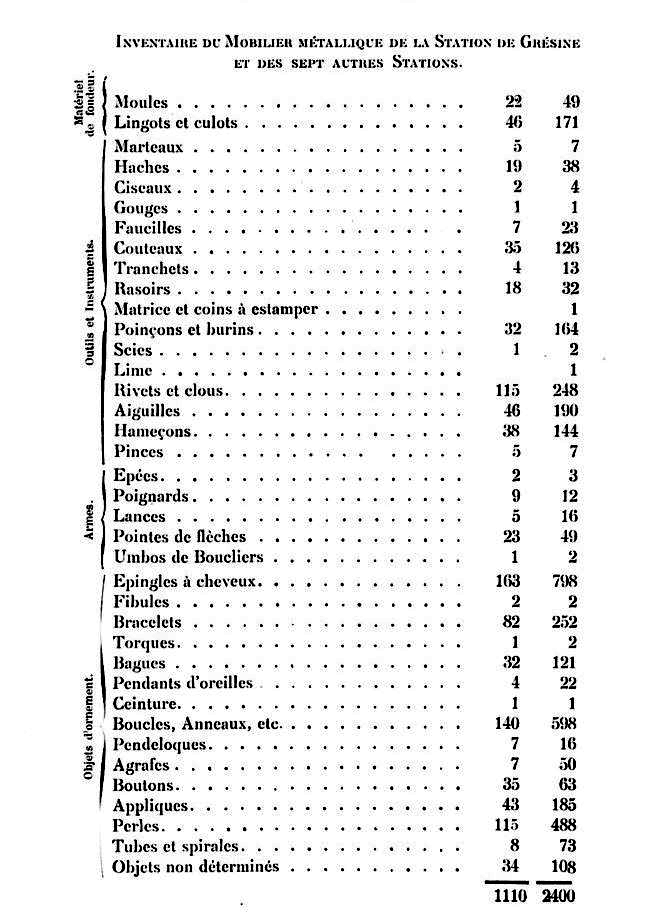
Kiểm kê vật liệu kim loại của nhà cọc ở Hồ Bourget, 1908
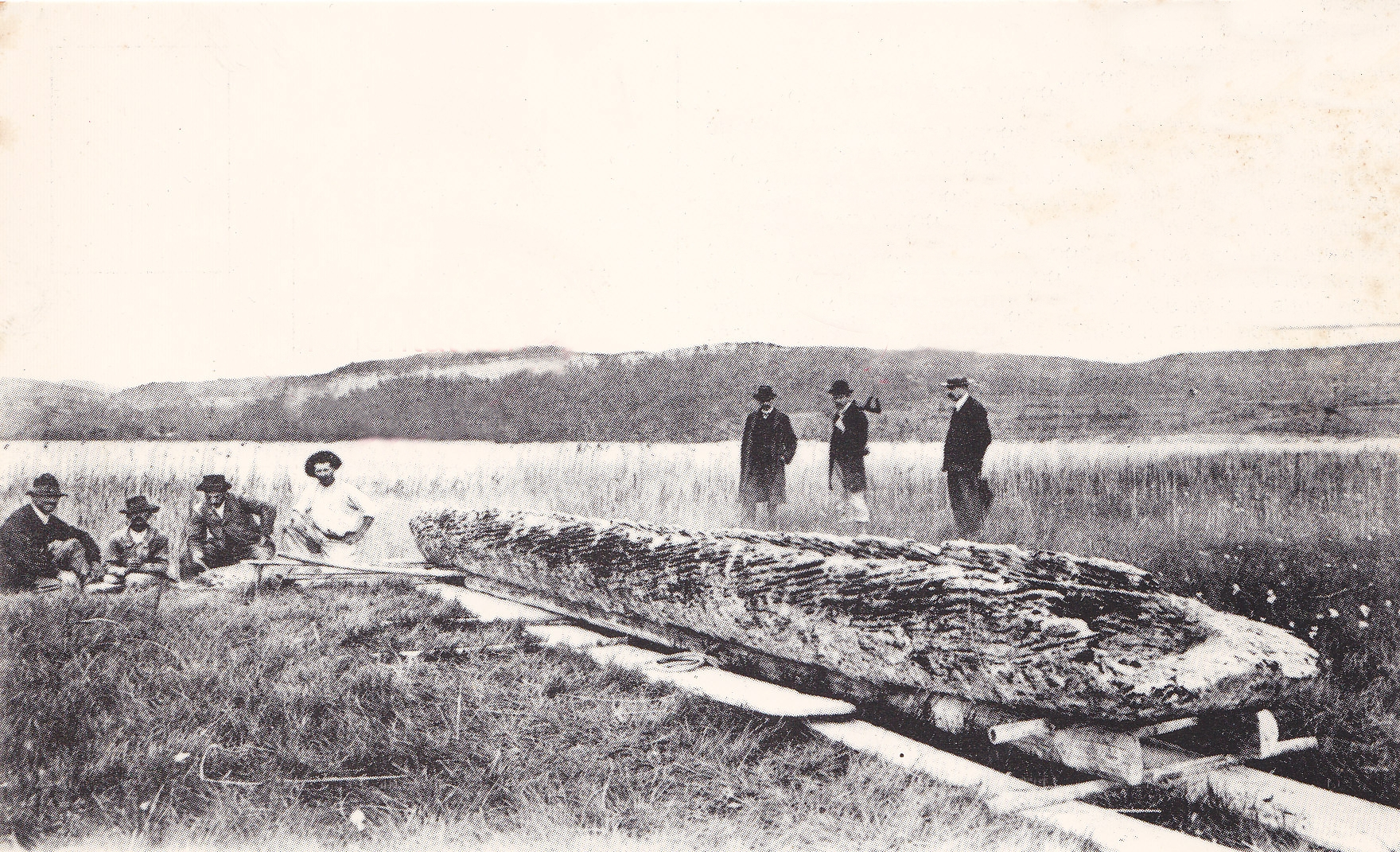
xuồng gỗ ở hồ Chalain, Jura, 1904